# Geelpootmeestimalia
De geelpootmeestimalia (Yuhina nigrimenta) is een zangvogel uit de familie Zosteropidae (brilvogels) die voorkomt in het Oriëntaals gebied.

## Kenmerken
De geelpootmeestimalia is gemiddeld 11,4 cm lang. Net als de andere meestimalia's is deze vogel overwegend grijsbruin. Kenmerkend voor deze soort zijn de oranjegele poten, rood gekleurde ondersnavel en de donkere teugel (veren tussen het oog en de snavel). De kuif is donker van voren en de nek is van achter grijs.

## Verspreiding en leefgebied
De geelpootmeestimalia komt voor van de Himalaya tot zuidoostelijk China en Indochina. De vogel leeft in montane bossen op 600 m boven de zeespiegel.

## Status
De geelpootmeestimalia heeft een ruim verspreidingsgebied en daardoor is de kans op de status kwetsbaar (voor uitsterven) gering. Plaatselijk is de vogel schaars, elders ook weer algemeen. De grootte van de populatie is niet gekwantificeerd, maar waarschijnlijk gaan door verbrokkeling van het leefgebied de aantallen achteruit. Echter, het tempo ligt onder de 30% in tien jaar (minder dan 3,5% per jaar. Om deze redenen staat deze meestimalia als niet bedreigd op de Rode Lijst van de IUCN.